# Das Eleusische Fest
Das Eleusische Fest ist ein Gedicht von Friedrich Schiller. Das im August bis September 1798 entstandene Gedicht erschien unter dem Titel „Bürgerlied“ im Musenalmanach 1799. Eineinhalb Jahre später hat Schiller es umbenannt in „Das Eleusische Fest“.

## Inhalt

Illustration von Schiller, „Das Eleusische Fest“ von Johann Martin Wagner. Im Mittelpunkt Apoll mit Lyra.

Das Gedicht hat die Form einer Festhymne zu den Eleusischen Festen, mit denen Ceres als Göttin der fruchttragenden Erde bzw. des Ackerbaus gefeiert wurde. Auf der Suche nach ihrer von Hades geraubten Tochter Persephone lernt Ceres die Menschen im Zustand heimatloser Nomaden und wilder Jäger mit blutigen Opfern kennen. Thema des Gedichtes ist die Einführung des Ackerbaus als Grundlage und Ausgangspunkt der Zivilisation, d. h. der gesellschaftlichen und kulturellen Höherentwicklung. Mit dem Ackerbau wird der Mensch sesshaft; es kommt zu Eigentumsbildung und einer Rechtsordnung, Handwerke bilden sich aus, es entstehen befestigte Siedlungen mit einem Bürgergeist, einem Gemeinschaftsgefühl ihrer Bewohner. Ceres ruft die Götter zur Kultivierung des Menschen auf. Die „Harmonie / Und das holde Maß der Zeiten / Und die Macht der Melodie“ lehrt Apoll mit seinem Saitenspiel und gibt so den Anstoß ästhetischer Erziehung. Durch Götterhände entsteht der „Wunderbau“ des Tempels, Mittelpunkt eines humanen Götterkultes der „neuen Bürger“. Indem dabei die „Götterkönigin“ den „schönsten Hirten / zu der schönsten Hirtin“ führt und Venus „das erste Paar“ der neuen Welt schmückt, dem alle Götter Gaben bringen, wird die Institution der Ehe als Kern der Bürgergesellschaft eingeführt. Ceres, „die Bezähmerin wilder Sitten, / Die den Menschen zum Menschen gesellt / Und in friedliche feste Hütten / Wandelte das bewegliche Zelt“, formuliert das Motto des Festes: Der Mensch „soll sich an den Menschen reihn“, „allein durch seine Sitte / Kann er frei und mächtig sein“.

## Form
Das Gedicht „besteht aus zwei Hauptabtheilungen von gleicher Strophenanzahl [Strophen 2-13, 15-26]; jede enthält zwölf Strophen in trochäischem Metrum; sie sind von einander gesondert durch eine daktylische Strophe [Strophe 14], und zwei andere daktylische bilden den Anfang [Strophe 1] und den Schluss des Gedichtes [Strophe 17], so dass dieses im Ganzen einen vollkommen symmetrischen Bau hat. Die erste Abtheilung stellt die Gründung des Ackerbaus, den Übergang von Jagd- und Nomadenleben zu festen Ansiedelungen dar; die zweite zeigt die Entwicklung der Gesittung, der Künste und Wissenschaften, wie sie aus der veränderten Lebensweise der Menschen hervorgingen. Die daktylischen Strophen sind mehr lyrischen, die trochäischen mehr epischen Charakters, und so ist das Ganze einigermaßen der Ballade verwandt, in der sich auch Lyrisches und Episches, jedoch inniger, verbindet. Die Unterbrechung und Einfassung der gesamten Handlung durch Chorstrophen erinnert an das antike Drama.“

## Entstehung und Titeländerung
Schiller ließ sich anregen durch die Zusammenstellung griechischer Mythen, wie sie unter dem Namen Hyginus überliefert ist. Über seine Lektüreerfahrung schreibt er: „Es ist eine eigene Lust, durch diese Märchengestalten zu wandeln, welche der poetische Geist belebt hat, man fühlt sich auf dem heimischen Boden und von dem größten Gestaltenreichtum bewegt.“ Freilich sah er auch, dass das Bürgerlied „nicht allgemein interessieren“ kann; „aber das liegt mehr am trockenen Stoff, als an den mythischen Maschinen – diese sind vielmehr das einzige Lebendige darin: denn der Teufel mache etwas Poetisches aus dem unpoetischsten aller Stoffe“. Bis heute steht denn auch das „Eleusinische Fest“ im Schatten gleichzeitiger sog. „philosophischer Gedichte“ wie Die Götter Griechenlandes.
Wilhelm von Humboldt verdanken wir den Hinweis, dass das „Eleusinische Fest“ einen Lieblingsgedanken Schillers aufnimmt, nämlich die „Bildung des rohen Naturmenschen“ durch Kultur und Kunst. „Auch bei den Anfängen der Zivilisation überhaupt, dem Übergange vom Nomadenleben zum Ackerbau, bei dem, wie er es so schön ausdrückt, mit der frommen, mütterlichen Erde gläubig gestifteten Bund verweilte seine Phantasie vorzugsweise gern. Was die Mythologie hiermit Verwandtes darbot, hielt er mit Begierde fest; ganz den Spuren der Fabel getreu bleibend, bildete er Demeter, die Hauptgestalt in diesem Kreis, indem er sich in ihrer Brust menschliche Gefühle mit göttlichen gatten ließ, zu einer ebenso wundervollen, als tief ergreifenden Erscheinung aus.“
Wieso Schiller den Titel „Bürgerlied“ in „Das Eleusische Fest“ änderte, ist nicht sicher zu sagen. Der Begriff Bürger kann auf den Gebrauch des Terminus (im Sinne von Citoyen) in der Französischen Revolution bezogen werden. 1792 erschien das prorevolutionäre Gedicht „Bürgerlied der Mainzer“ von Friedrich Lehne. Schillers Gedicht zur Entstehung der bürgerlichen Gesellschaft lässt sich als Gegenentwurf zur revolutionären Umwälzung der Gesellschaft lesen und propagiert ein anderes Verständnis von bürgerlicher Freiheit. Der neue Titel „Das Eleusische Fest“ kann sich also dem Bestreben verdanken, das Thema vom revolutionären Diskurs zu distanzieren.